# 愛德華·馬奈
愛德華·馬奈（法語：Édouard Manet，1832年1月23日—1883年4月30日），法國巴黎人，著名现代主义画家，被认为是寫實派过渡到印象派的关键人物。
馬奈的畫風乍看之下應該屬於古典的寫實派畫風，其人物細節都相當有真實感。但馬奈之所以也被歸為印象派畫家的原因，在於他所畫的主題，顛覆了寫實派的保守思考。要畫戰爭，就畫衝突性高的，被處決的畫面。要畫野餐，就畫爭議性高的對比，裸女自然的坐在穿西服的紳士當中。馬奈很明顯的表示出，印象派並不僅僅靠繪畫技巧來與眾不同，主題也可以重新思考的一個概念。

## 经歷

### 早期
1832年1月23日马奈出生于巴黎的一个富裕家庭。他母亲的教父为瑞典王储查尔斯伯爵。父親為巴黎法官。他的舅舅鼓励他从事绘画，常带年轻马奈到卢浮宫。 1845年，在舅舅的建议下，马奈参加一个特殊的绘画课程，他在那里遇见了安东宁·普鲁斯特，后来的法国美术部长，成为终身朋友。 
在1848年，在其父亲的建议下，他乘上一个训练船去里约热内卢。参加两次加入海军的考试，均未通过。他的父亲勉强同意马奈的意愿，追求艺术教育。

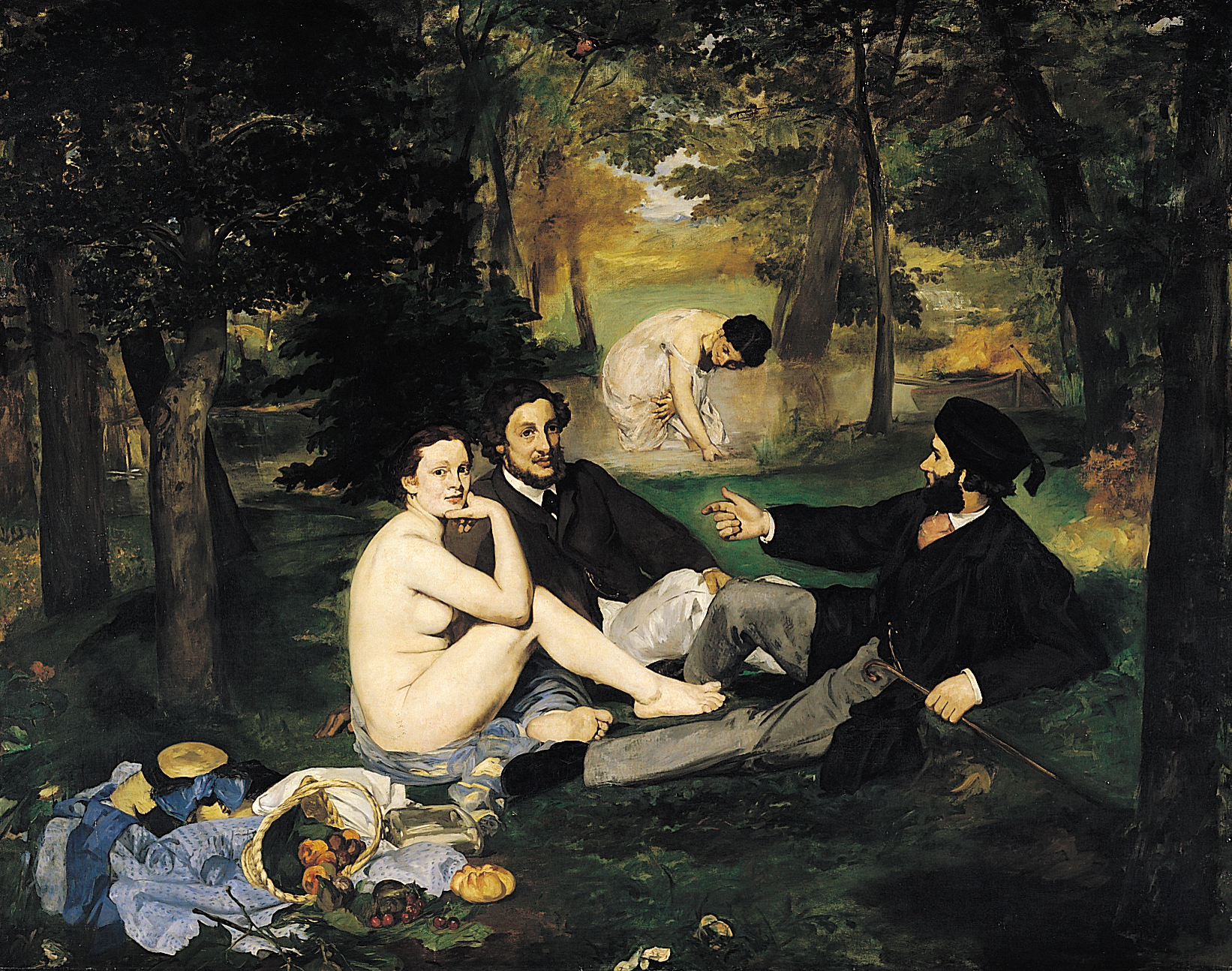
《草地上的午餐》

从1850年至1856年，马奈随学术派画家，擅长以历史故事为主题的托马·库蒂尔接受正规的繪畫教育。在空闲的时候，他在卢浮宫模仿古代艺术大师的古典畫派作品。 从1853年至1856年開始建立他的旅行經驗，曾經拜訪了德國，義大利，荷蘭等國，在那个时期，他接受了荷兰画家弗朗斯·哈尔斯，西班牙艺术家迭戈·委拉斯开兹和弗朗西斯科·戈雅的影響。因在雨果及勾提葉等浪漫派文學大師影響下，西班牙風格在法國流行起來。波特萊爾並在文藝評論中指西班牙和寫實主義實爲一體，而年輕的馬內則認爲古伊比利亞黃金時代與學院派宣揚的義大利古典模式背道而馳。自西班牙回來後，馬內在1865年9月對友人澤卡利·亞斯楚克說：「這趟西班牙之旅，令我發現最具價値的畫家——維拉斯蓋茲。我毫不驚訝在他畫中找到自己的繪畫理想，給我許多自信與希望。」
1856年，他开办了自己的工作室。他的风格在这一时期的特点是松散的笔触，简化的细节，并抑制过渡色调。采用当时现实主义画派居斯塔夫·库尔贝的风格，他画了《饮酒者》（ 1858年至1859年）以及当代主题如乞丐，演唱者，吉普赛人，咖啡馆里的人们，及斗牛。除了最初几年，他很少画宗教，神话传说，及历史主题。

### 生活和时代

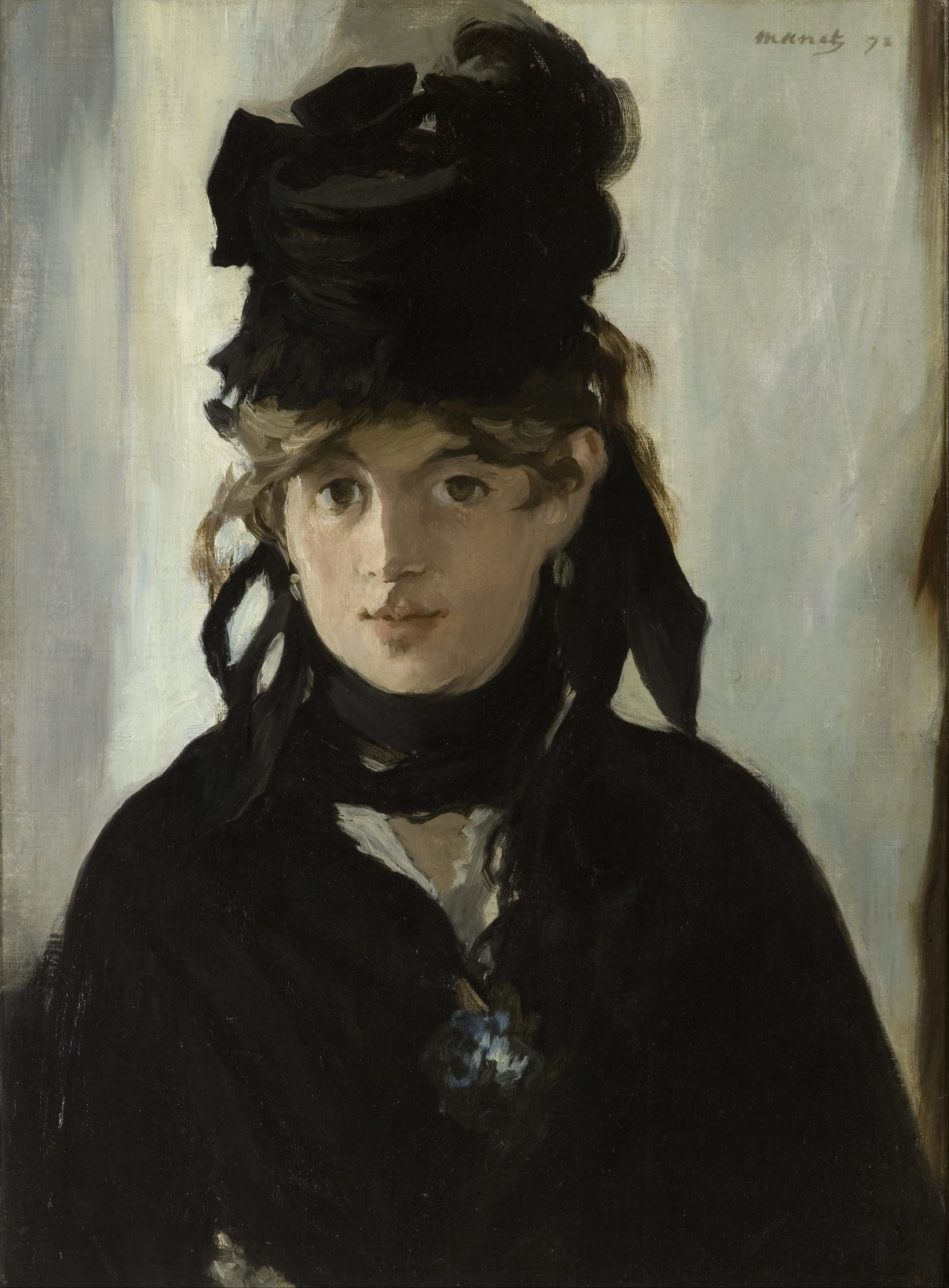
贝尔特·摩里索，1872年

1860年代，這是馬奈創造出他經典作品的一個時期，他恐怕是第一位以落選者沙龍大大出名的畫家，在接受大眾兩極化評論的同時，馬內仍繼續繪畫，除了畫了相當多的知名人士之外，也畫巴黎小酒館，靜物等比較普通的主題。1870年代，這個時期關於馬奈的紀錄並不多，有一說法是他備受兩極的評論困擾，因此畫作並不多。
相对与学院派的完美而细腻的画风，马奈的粗犷的画风格与摄影式的灯光利用，当时被视为很现代的，对马奈复制或用作源材料的以文艺复兴时期的作品是一个挑战。他的作品被认为是"早期现代"，部份原因是利用黑色钩画出人物的轮廓，由以引起对画面表面的注意及油墨的质量。
马奈与印象派画家埃德加·德加，克劳德·莫奈，皮耶-奥古斯特·雷诺阿，阿尔弗雷德·西斯莱，保罗·塞尚，及卡米耶·毕沙罗成了朋友。通过女画家贝尔特·摩里索使他成这个画家圈子的成员，并被请参加他们的活动。摩里索是著名画家让·昂诺列·弗拉戈纳尔的后代。她的画自1864年起被巴黎沙龙接受后，继续参展了十年。
马奈与摩里索在1868年成了朋友和同事。她说服马奈尝试"室外画" (En plein air)。在1874年，摩里索嫁给马奈的弟弟。 
另一方面，马奈又不像印象派的核心成员，他认为现代艺术家应设法在巴黎沙龙展览他们的作品，而不主张独立的展览。当马奈被排除在1867年的巴黎沙龙国际展览时， 他成立了自己的展览。他母亲担心他会浪费他的所有财产承担该耗资巨大的项目。而展览没有得到好评。这也给他提供了第一次接触印象派画家（包括德加）的机会。 虽然他自己的作品受印象派的影响，他却拒绝参与印象派的画展，一是他不希望被看作是印象派的代表，一是他更希望参与巴黎沙龙的画展。
马奈受印象派的影响，尤其是莫內和摩里索，如马奈使用较轻亮的色彩。但他保留着与他们的不同而使用黑色。尽管他画了大量的室外画，但他更注重他认为重要的室内画。 

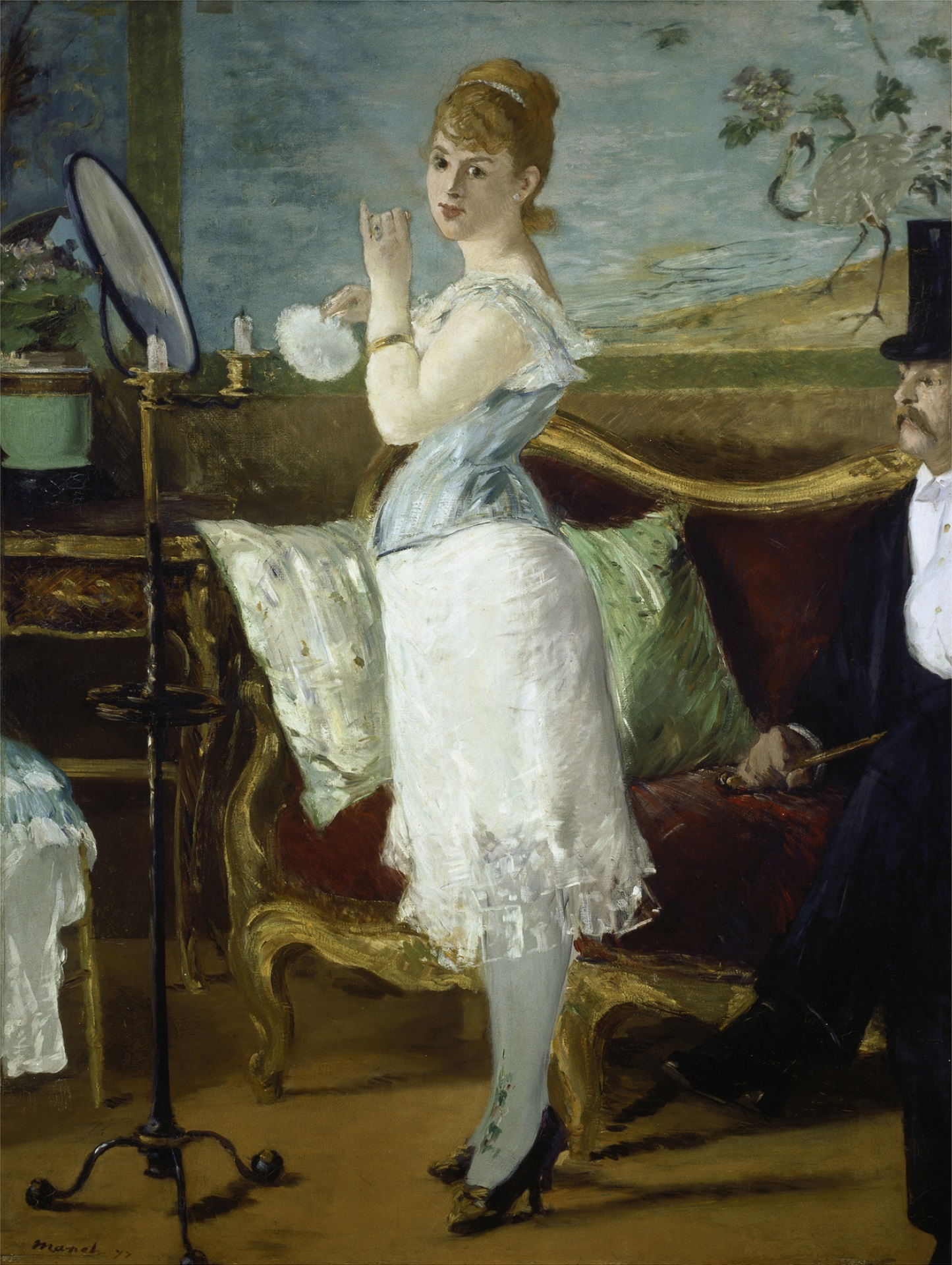
《娜娜》,1877年

虽然艺术评论家拒绝马奈，马奈的朋友左拉总是公开在媒体支持他。文学家斯特凡·马拉梅和夏尔·波德莱尔总是激励他。马奈也为他们每人绘制肖像。

### 女性
普鲁斯特是马奈自童年起的朋友，对马奈的性格性情了如指掌。据他的说法，马奈喜欢女人。十分自然地，马奈的绘画中充满了描绘女性作品。他的模特不限于多利安·莫涵和他的妻子苏珊娜·里郝夫。在绘画《白兰地》(La Prune) 中，马奈用女演员埃伦·安德雷显示主人公满足的，忧郁的梦幻。
与《奥林比亚》中显示的一样，马奈毫无掩饰地描绘交际花或"动物"的生活。其中最有名的是《娜娜》（1877年）。作品中的女主人公以女演员海里艾特·郝瑟尔为模特，光线明亮与严肃沉重的《奥林比亚》相异。另一种解释认为，马奈受左拉的小说《小酒店》的启发，娜娜，一个尚未出场的女孩，正是梳妆的景象 。当然该画也被1877年的巴黎沙龙拒之门外。

### 咖啡馆的场景

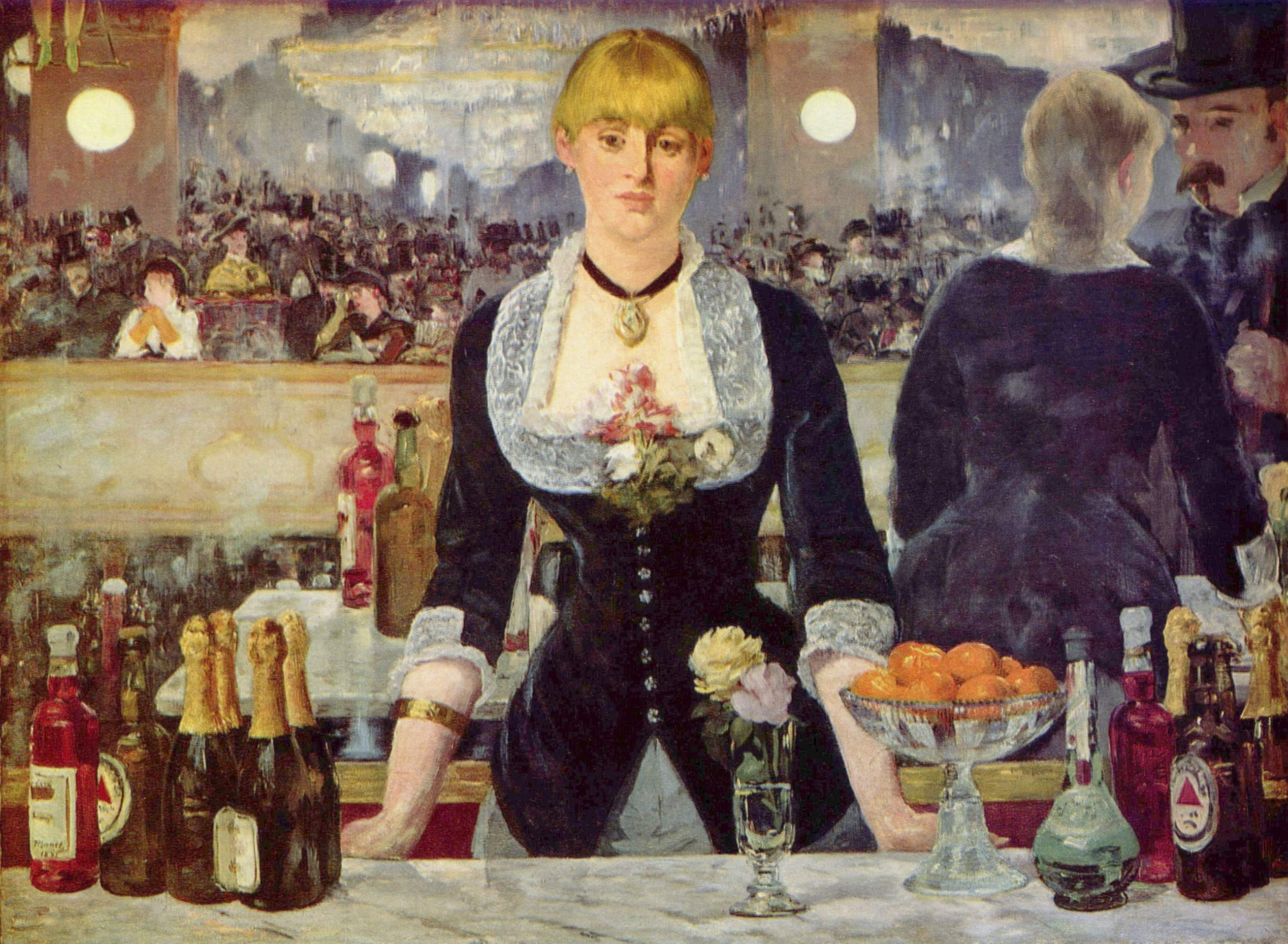
女神游乐厅的吧台，1881-1882年

马奈的咖啡馆的场景是对十九世纪巴黎社会生活的观察。他描绘了人们喝啤酒，听音乐，调情，阅读，或等待。这些绘画许多是基于现场写生。他经常前往罗什舒阿尔特大街的雷什奥芬啤酒屋，他的1878年所作《在咖啡馆》（Au Café）即其于此咖啡馆。几个人在酒吧，一女子面对着观众，其他人则等待被招待。这种松散的描写风格参照了哈尔斯和委拉斯开兹的风格。但这些画捕捉了巴黎人夜生活的情绪和感觉。这些画是波希米亚人，城市的工作者，以及一些资产阶级的生活快照。
在《咖啡厅演唱会的角落》，一名男子在抽烟，而他身后一女招待提供饮料。在《喝啤酒者》中，一名女子正在一个朋友的陪伴下欣赏啤酒。在《咖啡厅演唱会》，显示了一成熟的绅士坐在酒吧，而女招待站在其身后喝她的饮料。在《女招待》中，女招待停顿了一下，前面的顾客正在吸烟，而背景中的一名芭蕾舞者，伸展手臂，即将旋转起舞。

### 社交活动

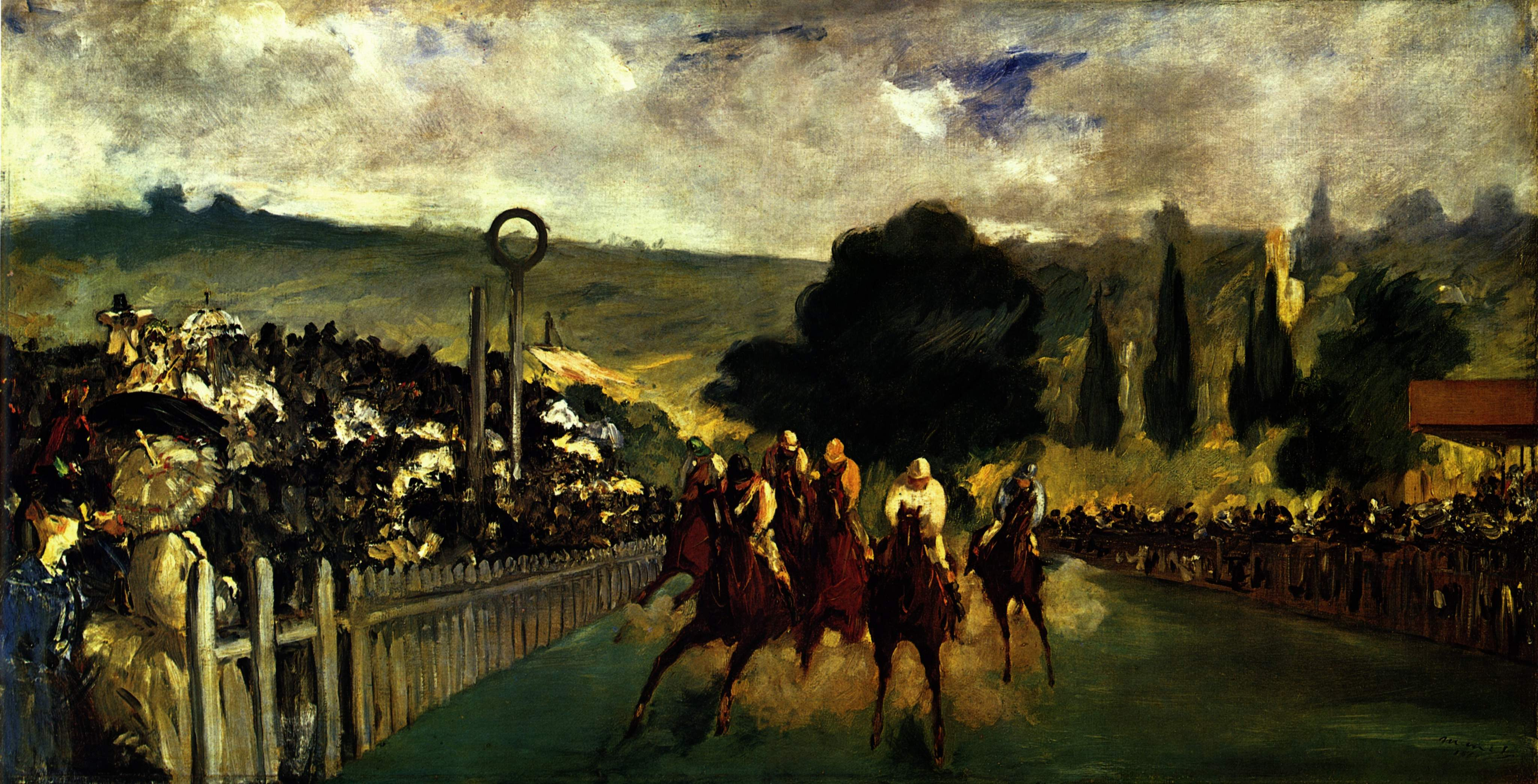
《隆尚赛马》, 1864年

马奈的作品也画上层社会享受正式的社交活动。在绘画《歌剧院的化妆舞会》中，马奈生动地描绘了一群人正在享受着聚会。戴顶帽穿黑色西装的男人站在一起，与戴面具和聚会服装的妇女交谈。他还把他的朋友们的肖像包括在该画中。
马奈描绘其他受欢迎的活动。《隆尚赛马》，以不寻常的角度显了赛马疾步飞驶朝向观众的情景。在《滑冰》中马奈显示了一穿戴整齐的女子在前面，而另外一些滑冰者在她的背后。他的画总是一种显示主题后面活跃的城市生活延续的感觉。
在《国际展览之观》中，战士们松了口气，有坐有站，富有的夫妇在交谈。有园丁，有男孩与狗，一妇女骑在马上。是巴黎人的阶级和年龄的缩影。

### 战争

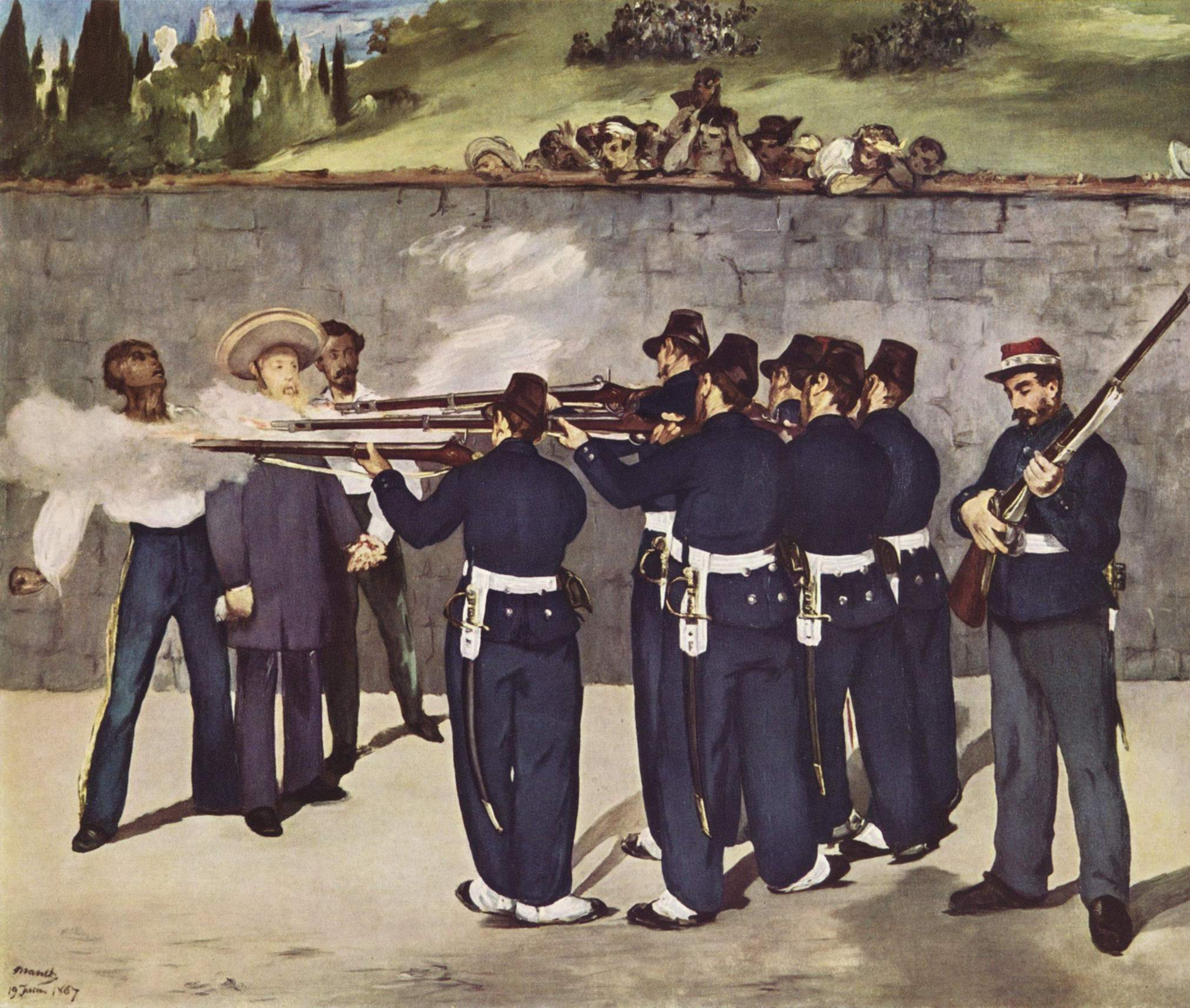
处决马西米连诺皇帝

马奈对现代生活的反应包括专门描绘战争的作品。这些主题可视为历史画。1864年的油画《奇尔沙治和阿拉巴马的战斗》，描绘了美国内战时发生过法国海岸的海战，马奈可能目睹了当时的战争。
在法国干预墨西哥的1867年至1869年间马奈画三种版本的《处决马西米连诺皇帝》，当时的广为关注的法国外交和国内政策一个事件。 其主题是墨西哥行刑队处决由拿破仑三世扶植的哈布斯堡皇帝。无论是油画，还是石版画该主题在法国是不准显示的。
普法战争后，马奈参加了巴黎公社起义并当选为公社艺术家联盟委员，他在起义失败后曾经创作了一幅反映当时的法国凡尔赛政府大规模屠杀公社起义者的作品以示谴责。

### 巴黎
马奈描绘了许多巴黎街道场景。在他的作品《插满旗帜的蒙尼耶街》中，红，白，蓝三角旗覆盖街道两旁的建筑物。而在《蒙尼耶街与修路者》中，马奈再次描绘同一条街，修路者修补街道，而人们和马匹穿梭而去。 
《铁路》(1872年) (现藏于美国国家艺廊) 描绘了十九世纪末期巴黎的城市景观。用他最喜爱的模特维多利安·莫涵，她坐在一个铁栅栏门面前，在她的膝盖上有一沉睡的小狗和一本打开的书。一小女孩背对画家，看着一列火车在下面通过。马奈没有选择传统的自然背景做为室外场景，而选择铁栅栏延伸至整个画布。火车的唯一证据，是其白色的蒸气。远处可以看到高楼。这种安排把前景压缩成为一个狭隘的焦点，放弃了传统的深空感。

### 晚期
马奈晚期的重要作品《女神游乐厅的吧台》完成后，于1882年被展览在巴黎沙龙。
1875年，马奈为爱伦·坡的法国版的《乌鸦》做版画。该诗由马拉梅翻译成法语。
1881年，在他的朋友普鲁斯特的压力下，法国政府颁授马奈法国荣誉军团勋章。

## 私人生活

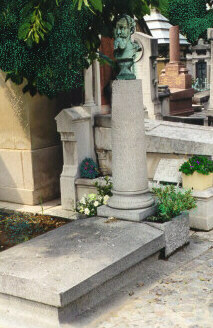
位于巴黎帕西公墓的马內墓

1863年马奈与苏珊娜·里郝夫结婚。苏珊娜·里郝夫是一荷兰出生的钢琴老师，受雇于马奈的父亲教马奈和他弟弟钢琴。她可能是马奈父亲的情妇。1852年苏珊娜·里郝夫生了一个非婚生子莱昂·里郝夫。
马奈的父亲去世后，马奈与苏珊娜·里郝夫结婚。当时11岁的莱昂的父亲可能是马奈或马奈的父亲。莱昂常常为马奈做模特。最著名的是《佩剑男童》（1861年）, 现藏于纽约的大都会艺术博物馆。他也出现在《阳台》的背景中。

## 死亡
1883年，马奈死于梅毒和风湿病。这种疾病导致疼痛和局部瘫痪。 他的左脚因为坏疽被截肢，手术11天后去世，年仅51岁。1883年，马奈被埋葬在巴黎的帕西墓地。 
近几年，他的画十分抢手。如他的《插满旗帜的蒙尼耶街》卖了超过2600万美元。

## 重要作品

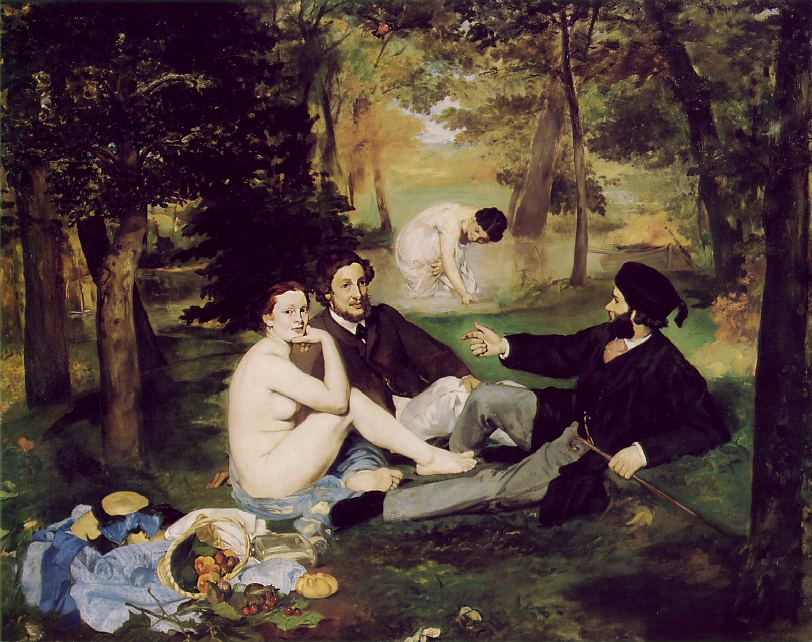
《草地上的午餐》，1862年到1863年，收藏於奧塞美術館
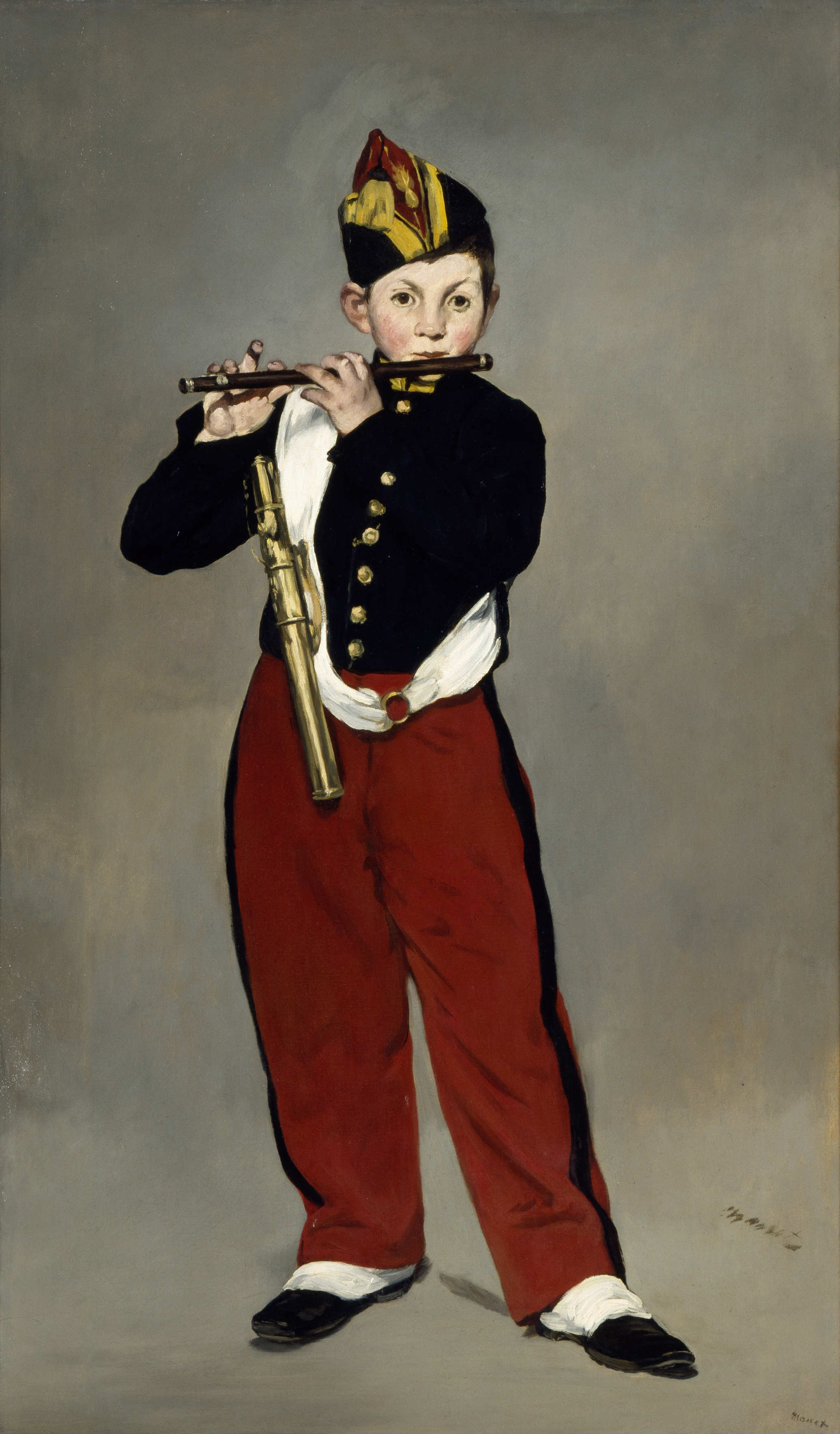
《吹笛子的少年》，1866年，收藏於奧塞美術館
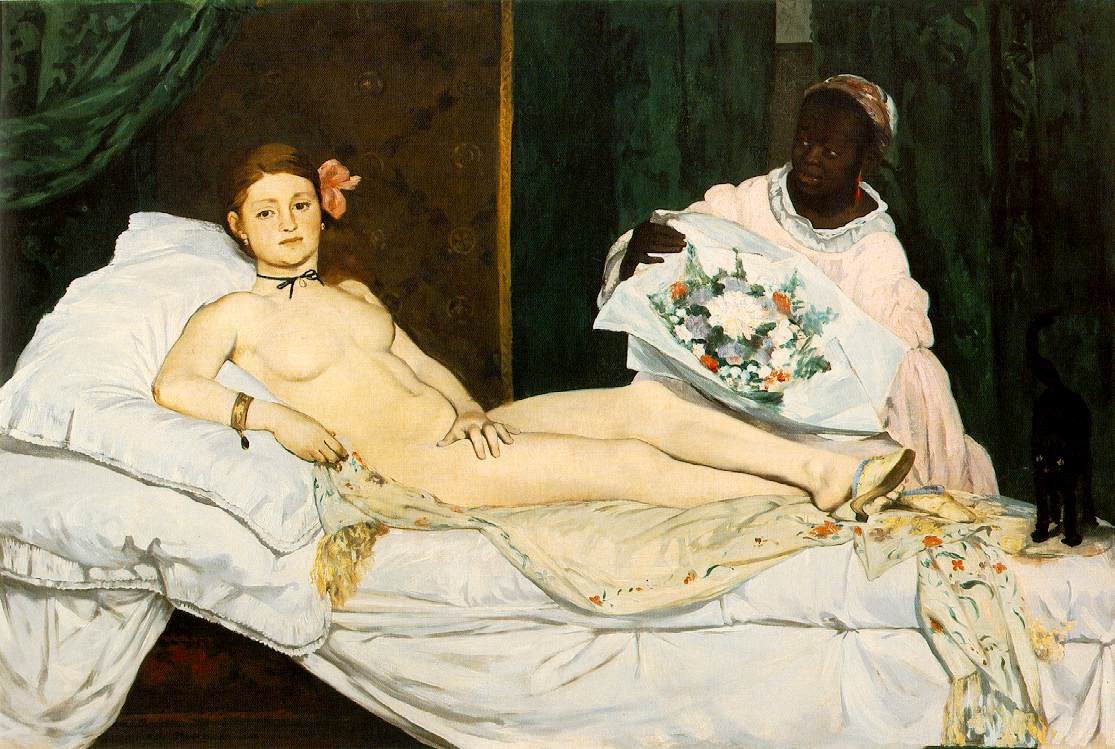
《奧林比亞》，1863年，收藏於奧塞美術館
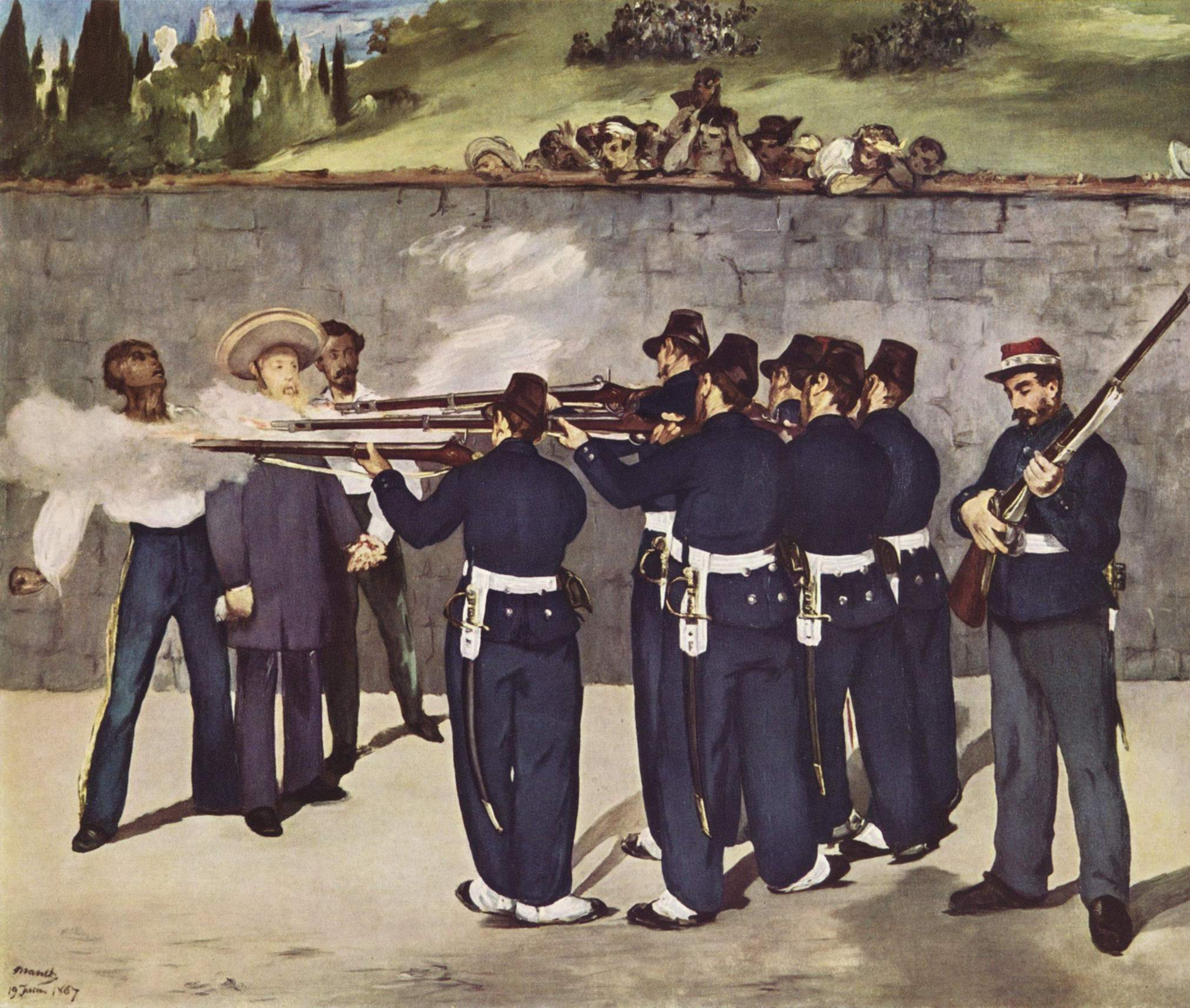
《槍決國王馬克西米連》，1867年，收藏於德國曼海姆美術館
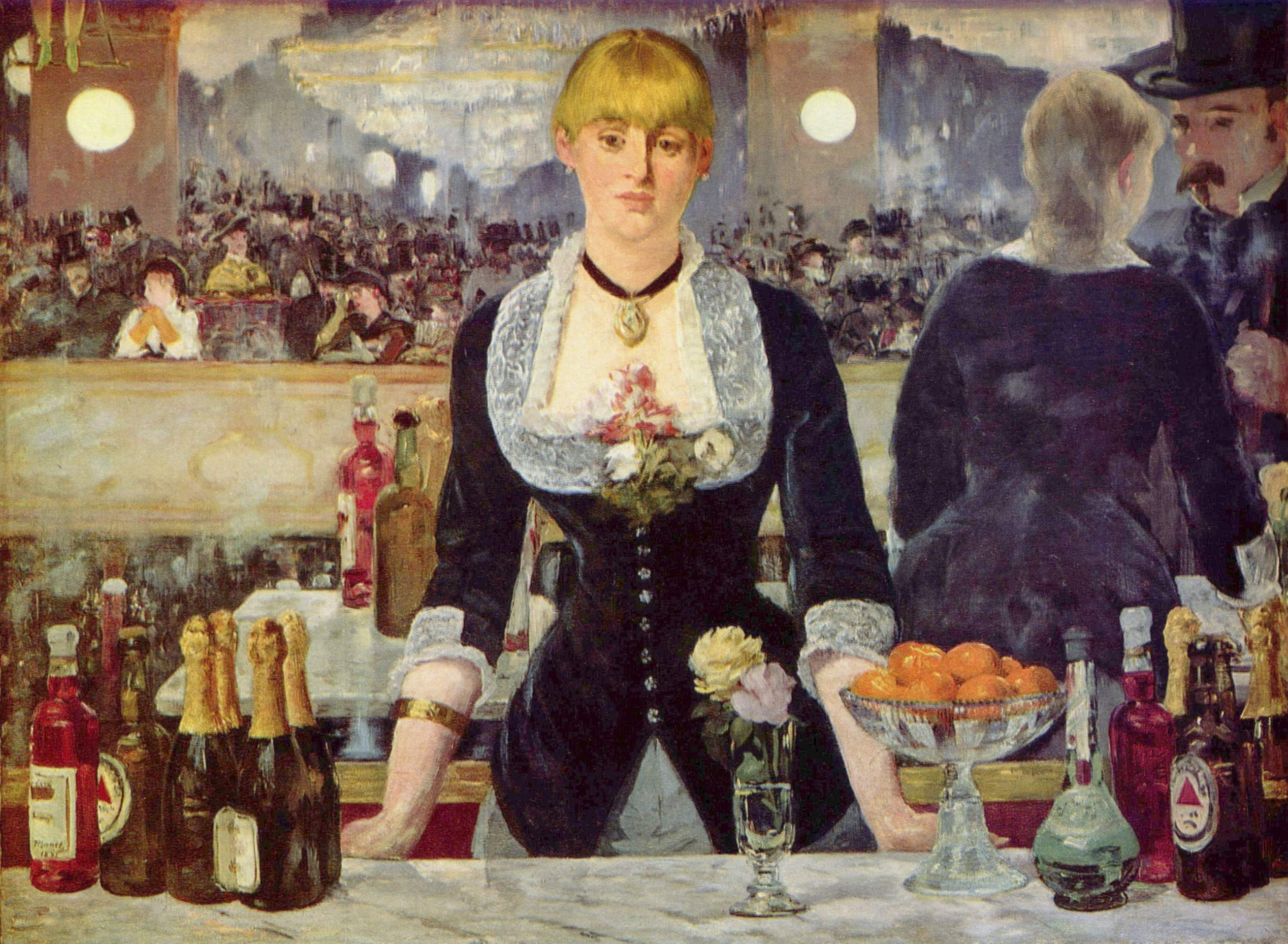
《女神遊樂廳的吧台》，1881年到1882年，收藏於英國倫敦大學的科陶德美術學院
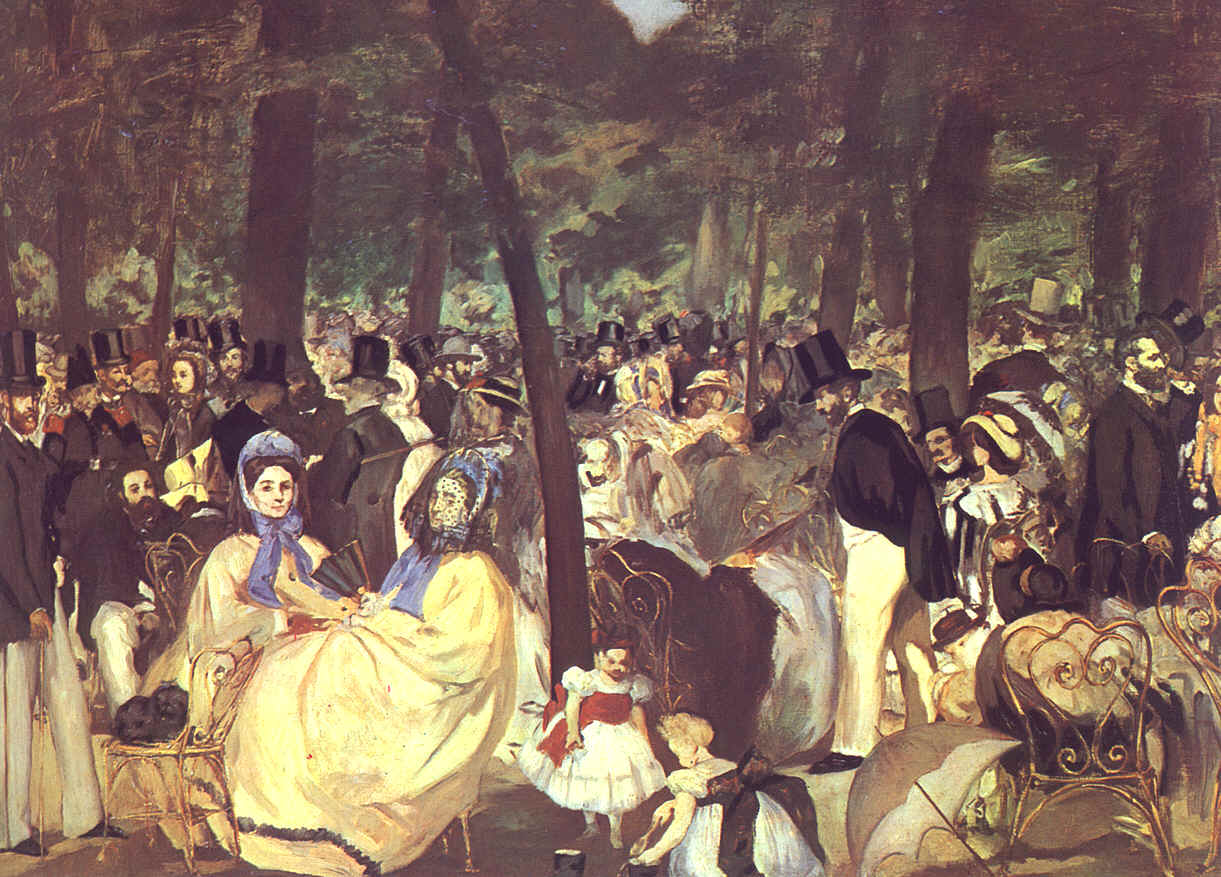
《杜伊勒里花園音樂會》，1862年，收藏於英國英國國家畫廊
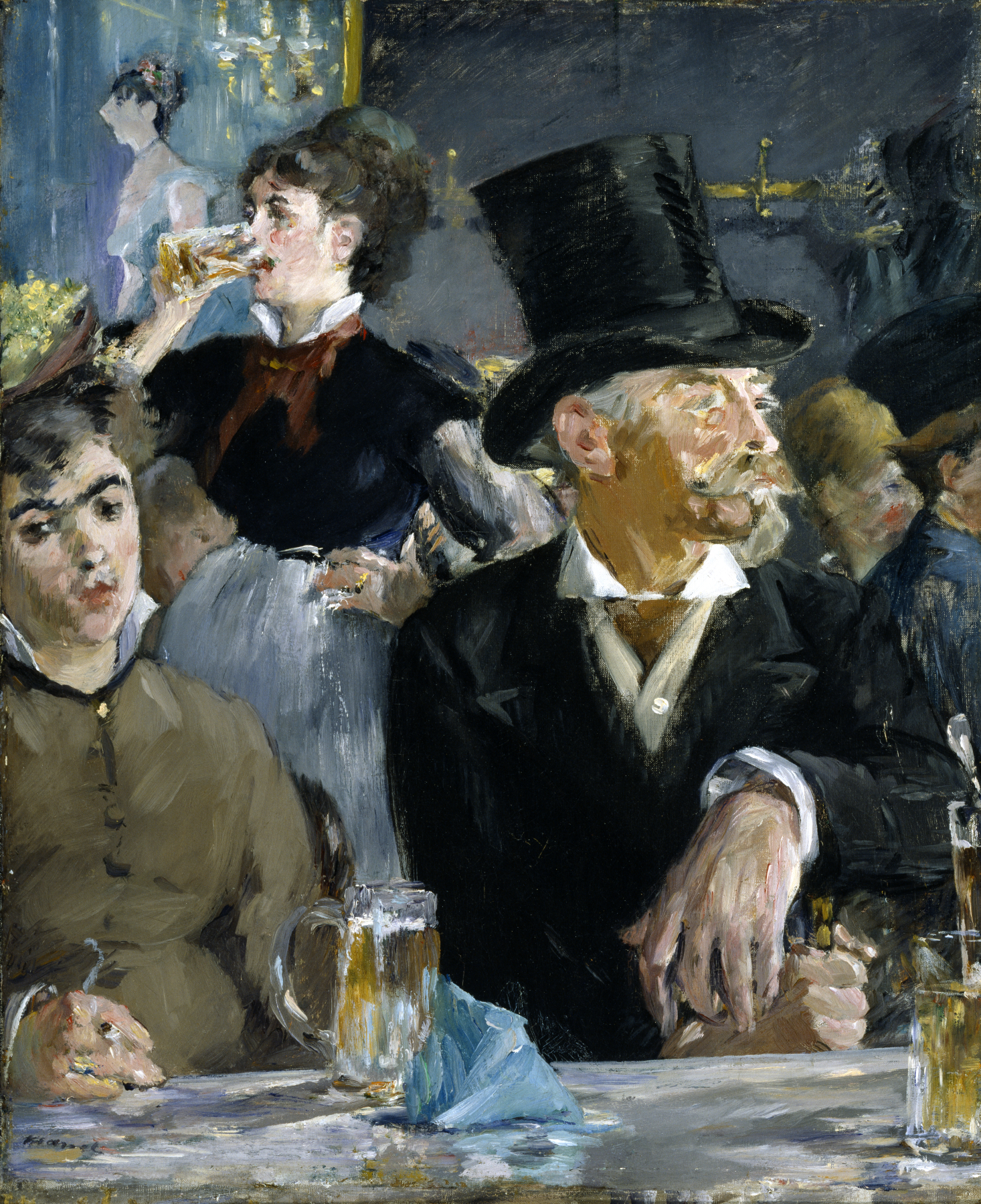
《咖啡廳演唱會》，1879年，收藏於美國馬里蘭州瓦特斯畫廊
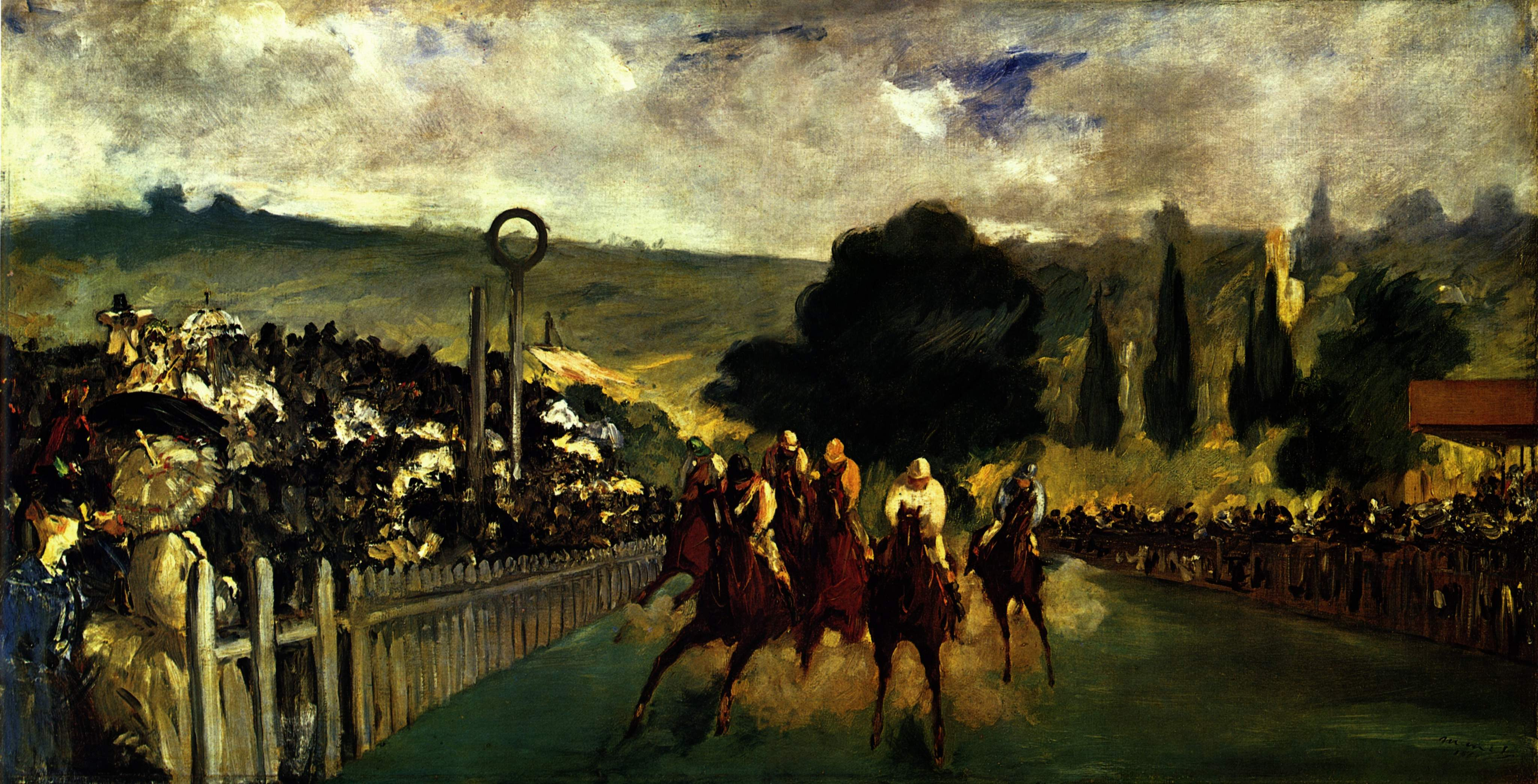
《隆尚賽馬》，1867年，收藏於美國伊利諾州芝加哥藝術機構
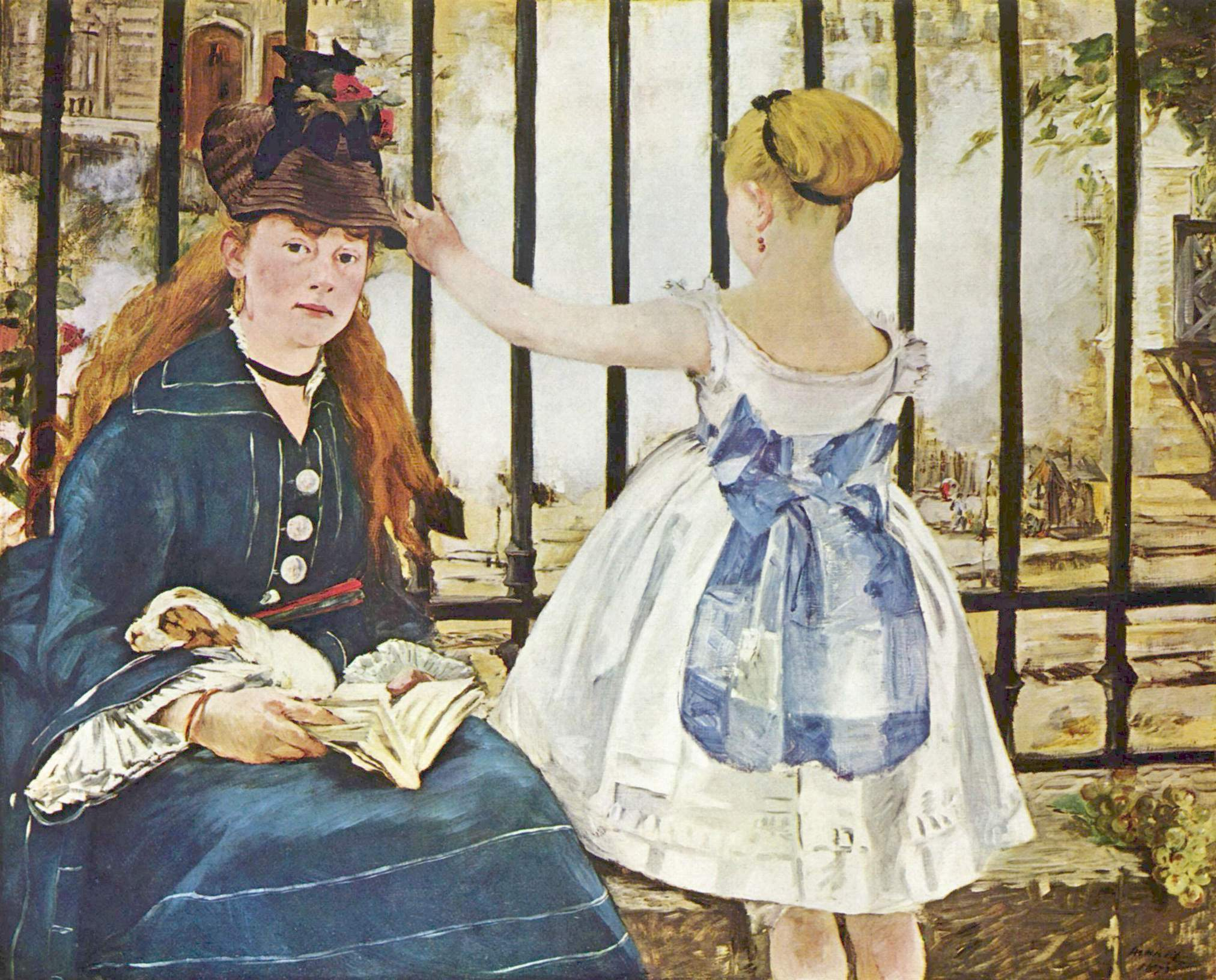
《鐵路》，1872年，收藏於美國國家藝廊
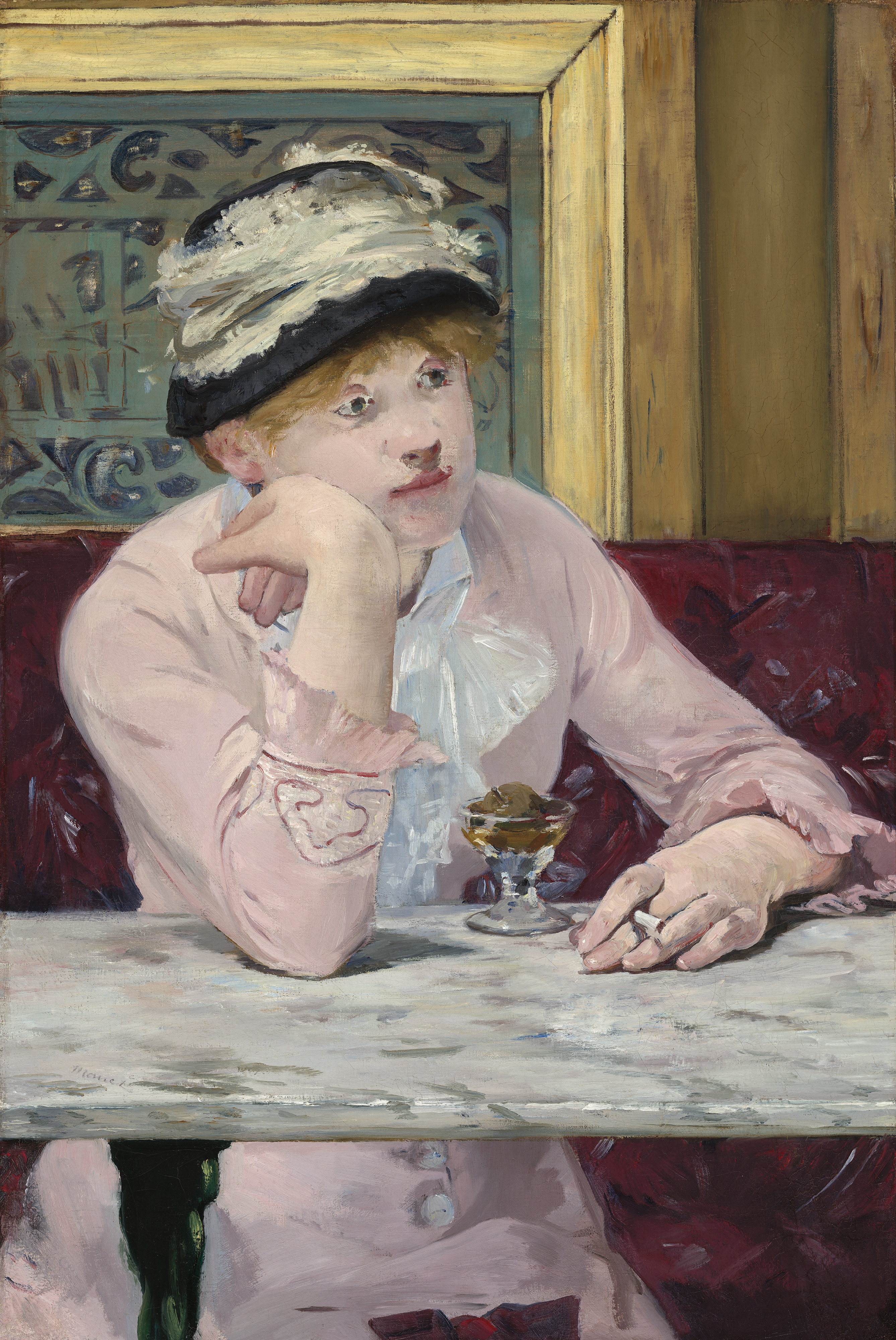
《白蘭地》，1878年，收藏於美國國家藝廊
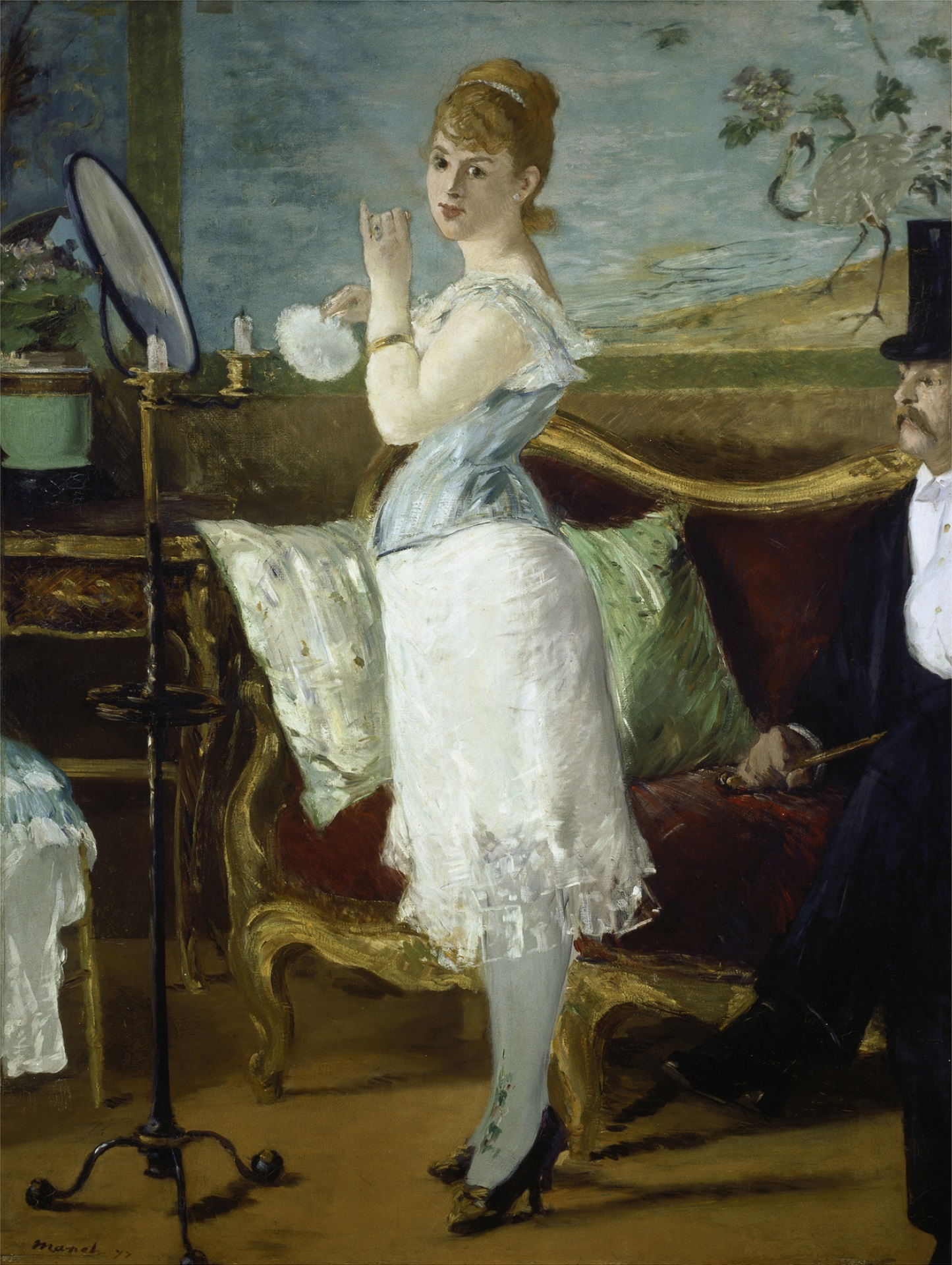
《娜娜》，1877年，收藏於德國漢堡藝術館
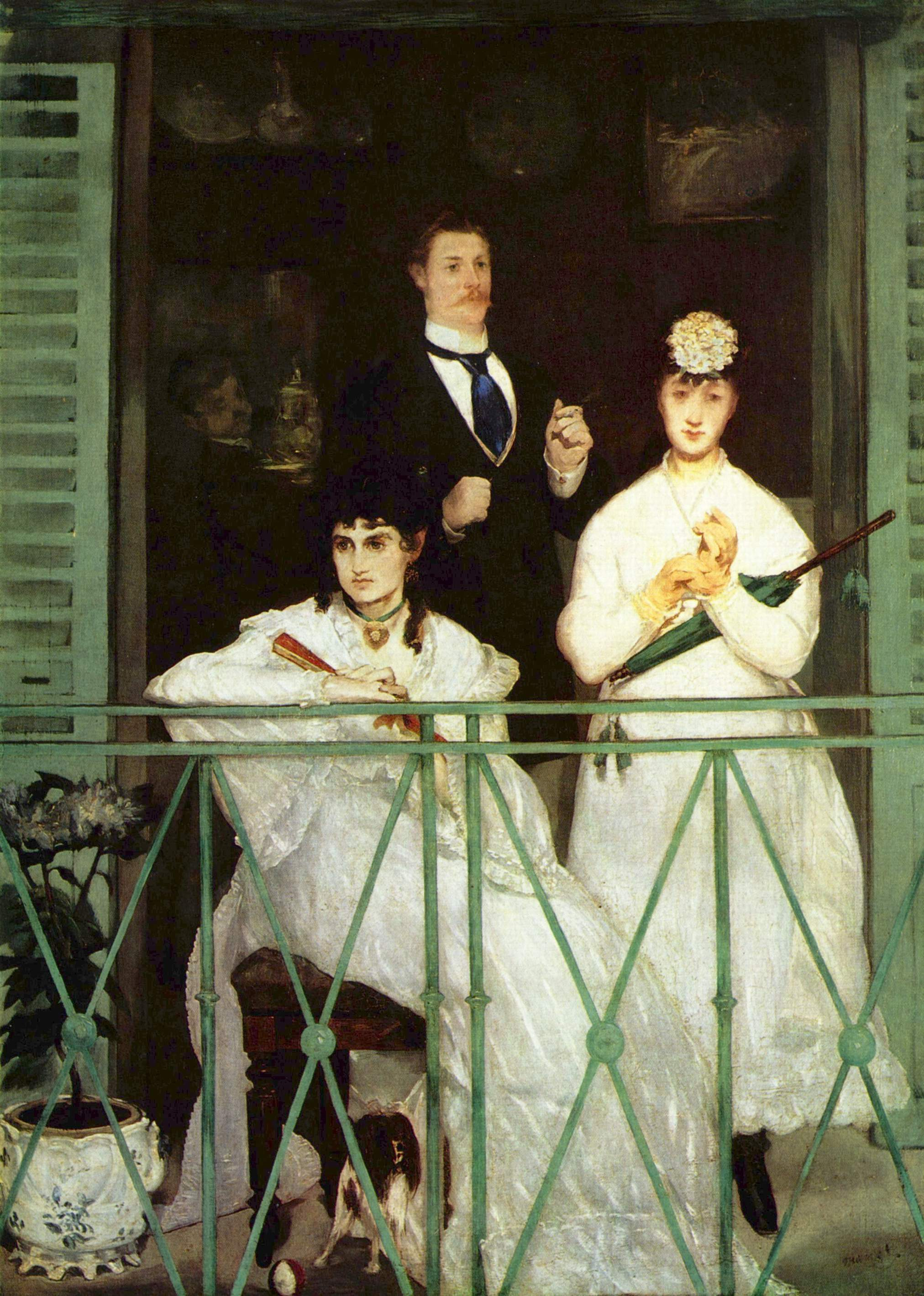
《陽台》，1868年，收藏於奧塞美術館
《插滿旗幟的莫斯尼爾街》，1878年，收藏於美國加州保羅蓋蒂美術館
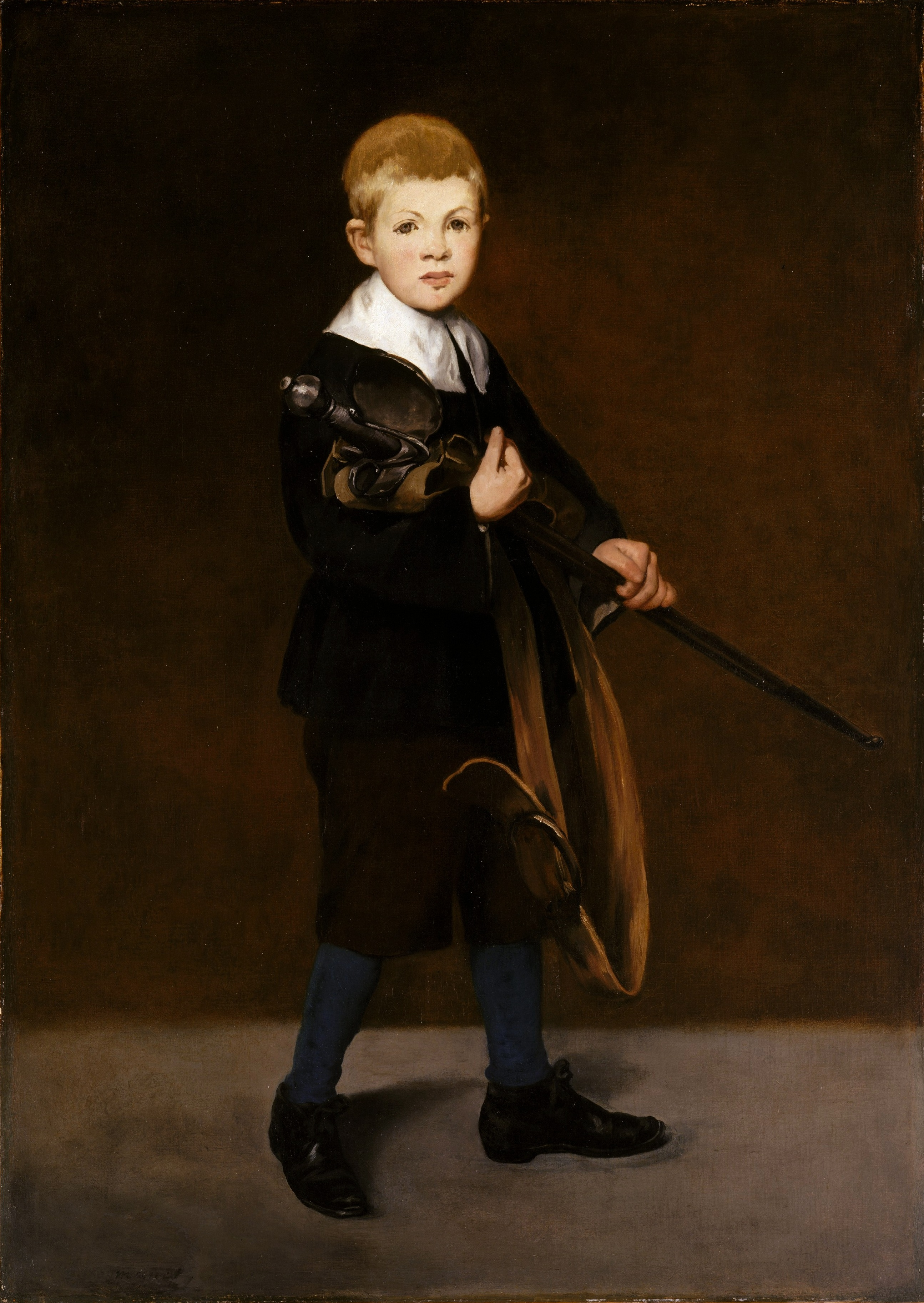
《男孩拿劍》，1861年，收藏於大都會美術館
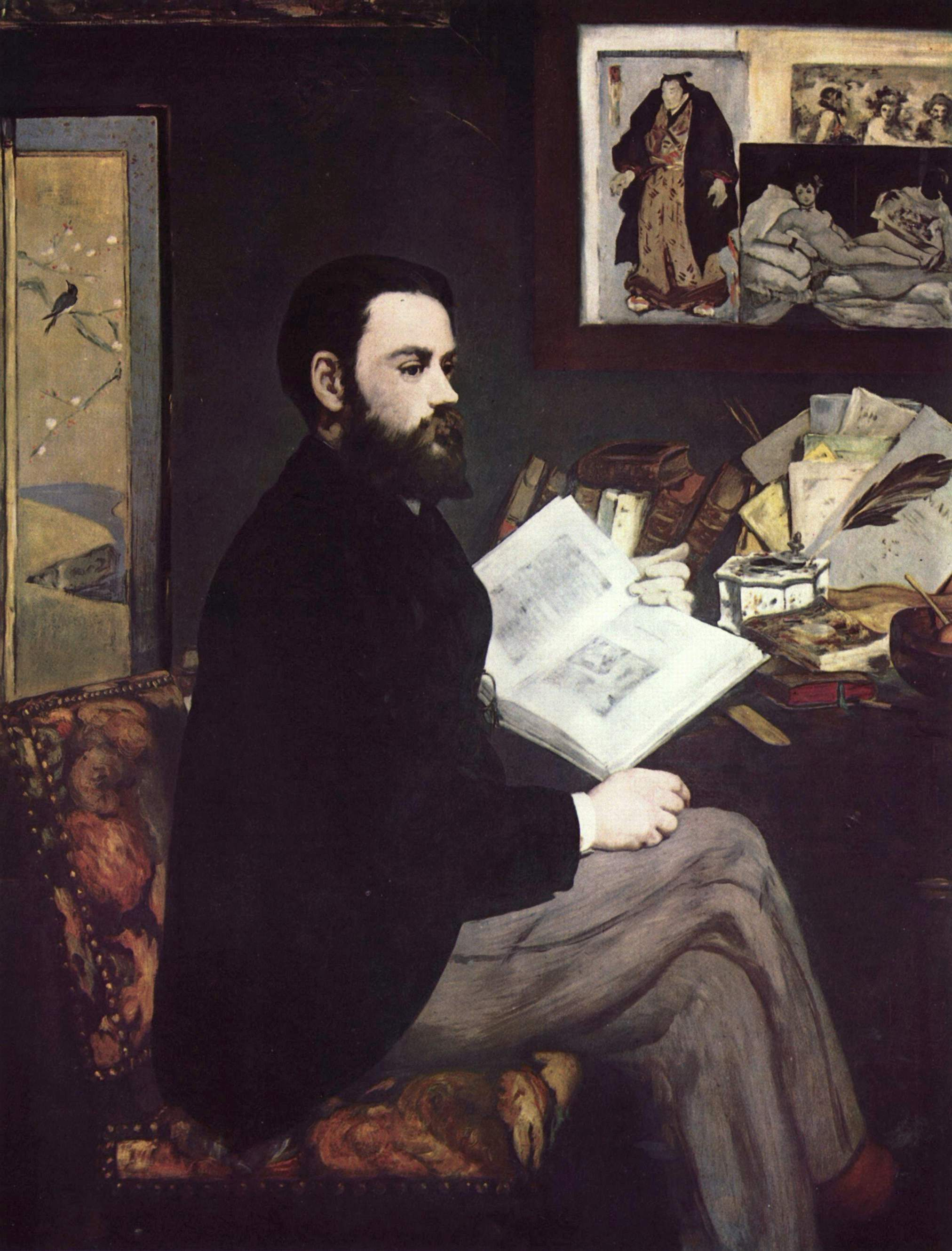
《左拉像》，1868年，收藏於奧塞美術館